# فيكتور نوانيري
فيكتور نوانيري مواليد 17 فبراير 1993 في نيجيريا، هو لاعب كرة قدم نيجيري يلعب في النادي العربي.
لعب سابقاً في نادي قلالي البحريني و نادي حتا ونادي مصفوت ونادي العروبة ونادي الحمرية والنادي العربي.